# 西神戸朝鮮初級学校
西神戸朝鮮初級学校（にしこうべちょうせんしょきゅうがっこう、니시고베조선초급학교）は、学校法人兵庫朝鮮学園が運営する兵庫県神戸市長田区にある朝鮮学校である。
日本の幼稚園・小学校に相当する教育を行っている各種学校（非一条校）である。

## 沿革
- 1945年
  - 9月 - 西神戸地域で国語講習所として出発　　長田、垂水地域でも国語講習所ができる。
  - 11月18日 - 学校創立(教員：2名　児童：約50名)
- 1946年4月 - 「兵庫朝聯学院」となり自主教育機関へ発展。
- 1947年4月 - 学校名を「西神戸朝鮮初等学校」に改称。
- 1948年
  - 4月 - 朝鮮学校閉鎖令により閉鎖。
  - 12月28日 - 学校設置認可が下りる。
- 1949年9月 - 木造2層新校舎落成。学校名を「西神戸朝鮮小学校」に改称。
- 1950年4月 - 長田、垂水分校を本校に統合(児童：約690名)
- 1956年4月 - 学校名を「西神戸朝鮮初等学校」に改称。
- 1959年4月 - 本校付属幼稚園を設置。
- 1966年
  - 4月 - 中級部を設置。学校名を「西神戸朝鮮初中級学校」に改称。
  - 6月 - 新校舎竣工(現在の校舎)
- 1999年4月 - 中級部の統合により初級学校となる。学校名を「西神戸朝鮮初級学校」に改称。
- 2003年4月 - 新しいカリキュラム、教科書導入。「週5日制」の実施。
- 2015年11月18日 - 学校創立70周年を迎える。

## 学科
- 初級部
- 幼稚班

## 生徒数
- 2014年4月1日の時点で85名[1]
- 2022年の時点で約50名[2]

## 所在地
- 〒653-0024 神戸市長田区浜添通1-2-6

最寄り駅は、JR神戸線・神戸市営地下鉄：新長田駅